# Abwasser

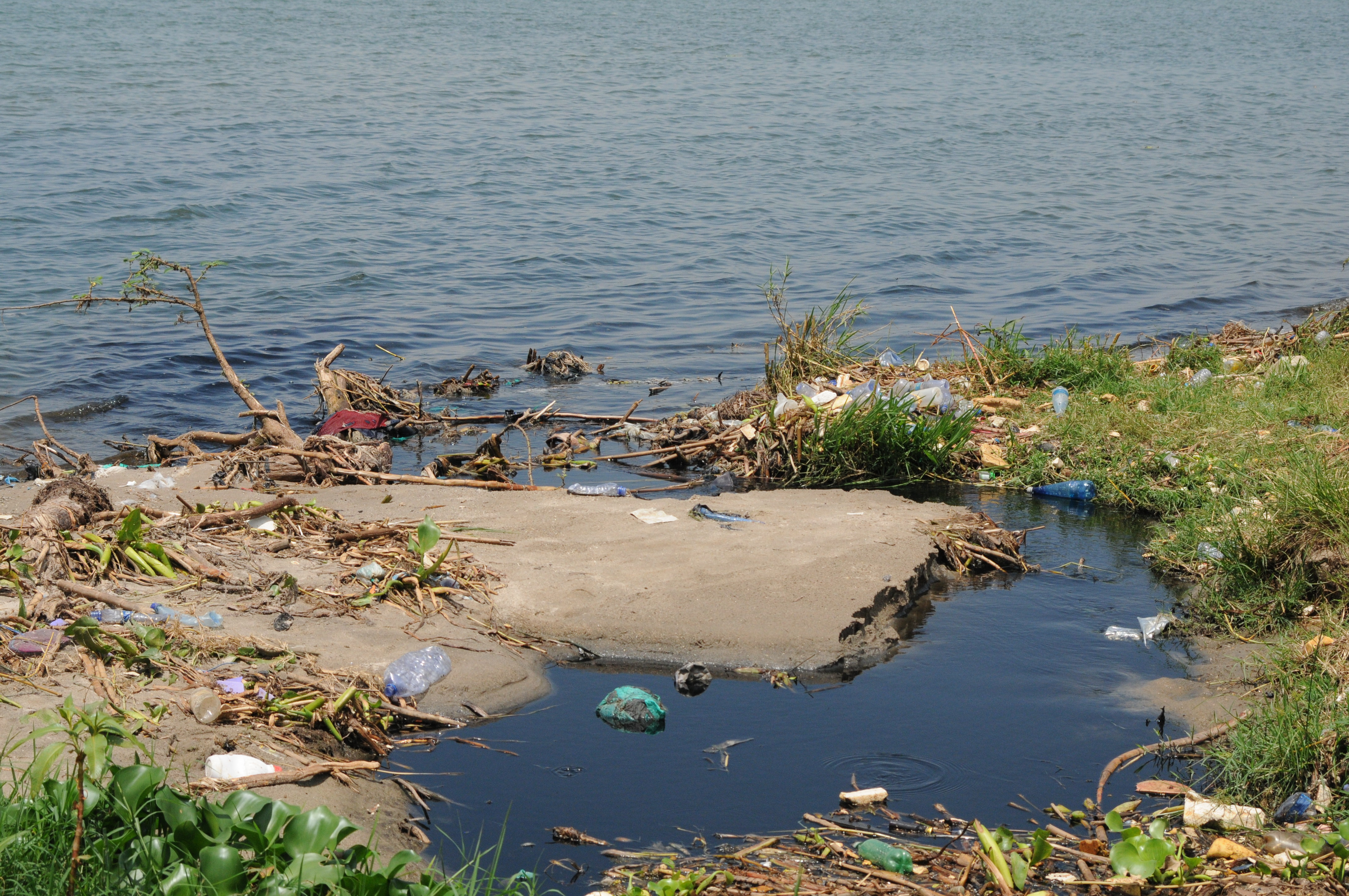
Häusliches Abwasser, das in den Tanganjikasee fließt.

Abwasser ist ein Oberbegriff für aus verschiedenen Quellen stammendes Wasser, das über bauliche Anlagen fortgeleitet wird:
- Niederschlagswasser – von bebauten oder befestigten Flächen gesammelt abfließendes Wasser von Niederschlägen.  Vom Dach oder Balkon abfließendes Regenwasser zählt auch hierzu.
- Schmutzwasser – das durch häuslichen, gewerblichen, landwirtschaftlichen oder sonstigen Gebrauch in seinen Eigenschaften veränderte Wasser und das bei Trockenwetter damit zusammen abfließende Wasser, das weiter unterschieden wird in:
  - Grauwasser – nach EN 12056-1 fäkalienfreies, gering verschmutztes Abwasser, wie es etwa beim Duschen, Baden oder Händewaschen anfällt, aber auch aus der Waschmaschine kommt und zu Brauch- bzw. Betriebswasser aufbereitet werden kann.
  - Schwarzwasser – nach ISO 6107-7:1997 häusliches Abwasser mit Urin und/oder fäkalen Feststoffen. Schwarzwasser kann weiter unterteilt werden in:
    - Gelbwasser – Urin mit Spülwasser
    - Braunwasser – Fäzes, Spülwasser und Toilettenpapier ohne Urin
- Fremdwasser, das aufgrund baulicher Schäden in die Kanalisation eintritt

Abwasser wird im Zuge der Abwasserbeseitigung in der Kanalisation gesammelt und transportiert, in Mitteleuropa üblicherweise in Kläranlagen behandelt und danach in als Vorfluter dienende Gewässer oder durch Versickerung, Verrieselung oder Verregnung in das Grundwasser eingeleitet. Die im Abwasser enthaltene Wärmeenergie kann mit Systemen zur Abwasserwärmerückgewinnung für Warmwasser- und Heizzwecke genutzt werden.
Industrielles Abwasser hat mit unter eine andere Zusammensetzung. In diesem Fall bedarf es Behandlungsweisen, die von denen des Kommunalen Abwassers abweichen.
Die Siedlungswasserwirtschaft beschäftigt sich mit der Ableitung und Behandlung von Abwasser.

## Rechtliche Definitionen
Den Begriff Abwasser definiert in der Bundesrepublik Deutschland § 54 Abs. 1 Wasserhaushaltsgesetz (WHG) vom 31. Juli 2009 (BGBl. I S. 2585) und die Schweizer Schmutzwasser-Entsorgungs-Norm SN 592'000. Danach ist Abwasser das durch häuslichen, gewerblichen, landwirtschaftlichen oder sonstigen Gebrauch in seinen Eigenschaften veränderte Wasser und das bei Trockenwetter damit zusammen abfließende Wasser (Schmutzwasser) sowie das von Niederschlägen aus dem Bereich von bebauten oder befestigten Flächen gesammelt abfließende Wasser (Niederschlagswasser). Die aus Anlagen zum Behandeln, Lagern und Ablagern von Abfällen austretenden und gesammelten Flüssigkeiten gelten ebenfalls als Schmutzwasser. Die zuvor im Abwasserabgabengesetz bestehende Begriffsbestimmung wurde wortgleich übernommen.
In Österreich werden die abwasserrechtlichen Belange im Wasserrechtsgesetz, den Emissionsverordnungen und den Kanalanschlussgesetzen der Bundesländer sowie den dazugehörigen Verordnungen auf kommunaler Ebene behandelt.

## Begriffe

### Regenwetterabfluss
Niederschlagswasser besteht in erster Linie aus Regenwasser und Schmelzwasser. Da Regen aus der Atmosphäre Staub, Ruß, Pollen und Gase löst und auf Dächern, befestigten und landwirtschaftlichen Flächen vorhandene Schadstoffe mitschwemmt, können Niederschlagsabflüsse in manchen Fällen behandlungsbedürftig sein.
Man unterscheidet 
- behandlungsbedürftiges Regenwasser, das in Regenklärbecken oder in Kläranlagen abgeleitet wird, und
- nicht behandlungsbedürftiges Regenwasser (Reinabwasser), das in nahegelegene Gewässer eingeleitet oder vor Ort versickern kann.

Beispiele für Reinabwasser sind:
- Überlaufwasser von Quellen, Reservoirs, Brunnen
- Rücklaufwasser aus Kühl- und Klimaanlagen, Wärmepumpen
- Drainage- und Sickerwasser

### Trockenwetterabfluss
Schmutzwasser sind häusliche Abwasser aus Toiletten (Fäkal- oder Schwarzwasser), Sanitäreinrichtungen, Küchen und Waschmaschinen (Wasch- oder Grauwasser) sowie Abwasser aus Betrieben, die in die öffentliche Kanalisation ableiten (gewerbliches oder industrielles Abwasser; kurz: Industrieabwasser). Industrieabwasser kann besondere Verschmutzungen aufweisen, weshalb es oft in Benzin-, Öl- oder Fettabscheidern und ähnlichen Anlagen vorbehandelt wird, bevor es in die öffentliche Kanalisation (Indirekteinleitung, Vermischung) oder in ein Gewässer (Direkteinleitung) abgeleitet wird. Manche Abwässer enthalten organische Stoffe (zum Beispiel Brauereiabwässer) oder/und anorganische Stoffe (z. B. bei der Metall- und Grundstoffindustrie).
Auch aufgeheiztes Wasser aus Kühlanlagen (Kühlwasser) zählt als Abwasser. Auch Abwasser, das bei den verschiedensten Reinigungs- und Behandlungstechniken von Wasseraufbereitungsanlagen anfällt, zählt als Industrieabwasser.
Fremdwasser ist das zusammen mit dem Schmutzwasser bei Trockenwetter abfließende unverschmutzte Wasser, das eigentlich nicht in die Kanalisation gelangen soll (Grundwasser, Dränwasser).
Die Trennung von Gelbwasser und Braunwasser in speziellen Toiletten erleichtert die Abwasserbehandlung und Weiterverwendung. Braunwasser enthält keinen Urin und kann nach Dehydrierung als Dünger verwendet werden.

### Misch- und Trennsystem
Im Mischsystem fließen Schmutz- und Regenwasser gemeinsam ab. Bei starken Regenfällen führt das regelmäßig dazu, dass die anfallende Wassermenge die ausgelegte Leistungsfähigkeit der Kanalisation überschreitet, z. B. weil die Kanalrohre einen zu geringen Durchmesser besitzen. Deshalb sind Mischsysteme fast immer mit Regenüberläufen versehen.
Im Trennsystem dagegen wird das nur gering verschmutzte Regenwasser getrennt vom Schmutzwasser in einem zweiten Kanal abgeführt und behandelt. Eine Gefahr beim Trennsystem geht von Fehlanschlüssen aus, durch welche u. a. häusliches Schmutzwasser in den Regenwasser-Kanal eingeleitet wird und somit beinahe ungeklärt in die Umwelt gelangt. Hier spricht man von Fremdwasser. Der umgekehrte Fall, dass Regenwasser in den Schmutzwasser-Kanal geleitet wird, ist oft ebenfalls unerwünscht, weil die Verdünnung des Schmutzwassers dessen Reinigung beeinträchtigen kann.
Ob und inwieweit welches System zu verwenden ist, wird i. d. R. in Deutschland durch die Kommunen über eine entsprechende Satzung vorgeschrieben.
Auf dem Weg vom Ort des Anfalls des Abwassers zur Abwasserbehandlungsanlage finden Prozesse statt, die das Abwasser verändern. Es kann zur Bildung von Geruchs- und Gefahrstoffen, wie z. B. dem toxischen Schwefelwasserstoff (H2S), kommen, was
- negative Auswirkungen auf den Abwasserreinigungsprozess hat,
- die Hauptursache für Geruchsbelästigungen ist (H2S riecht wie faule Eier),
- für Menschen gefährlich sein kann (H2S ist ein Nervengas, das selbst in geringen Konzentrationen tödlich wirkt, bei 1000 ppm Tod in wenigen Augenblicken),
- Abwasserbauwerke und -einrichtungen zerstören kann und
- bei Einleitung in ein Gewässer ohne Behandlung Gewässerverunreinigung und Fischsterben verursachen kann.

Geeignete Maßnahmen, wie z. B. durch eine zwischenstufliche Abwasserbehandlung in Entwässerungsanlagen, können diese Prozesse eindämmen bzw. beherrschbar machen.

## Abwasseranfall
Der private Wasserverbrauch und somit der Abwasseranfall ist in Deutschland in den letzten Jahren gesunken. Nach Angaben der Deutschen Vereinigung für Wasserwirtschaft, Abwasser und Abfall (DWA) sank der durchschnittliche Abwasseranfall pro Tag und Person von 147 Liter im Jahr 1990 auf 127 Liter im Jahr 2004.
Der Wasserverbrauch wird in absehbarer Zeit weiterhin zurückgehen, weil steigende Energiekosten, gleichbleibende Wartungs- und Instandsetzungskosten bei rückläufigem Wasserverbrauch Gebührenerhöhungen für den einzelnen Haushalt mit sich bringen werden. Weiterhin werden durch die demografische Entwicklung in Deutschland die Abwasser(indirekt-)einleitungen sinken. Für Gebiete wie Sachsen, Sachsen-Anhalt und Thüringen belegen offizielle Demografiegutachten, dass in den nächsten 15 Jahren die Bevölkerung um bis zu 20 % vermindert wird. Der großflächig zurückgehende Wasserverbrauch hat neben einem positiven Aspekt des Schutzes der Ressource Trinkwasser auch negative Einflüsse auf die Funktion der Entwässerungseinrichtungen, den damit notwendig werdenden Wartungs- und Abwasserbehandlungsaufwand und somit schließlich auf die zukünftige Kostenentwicklung.
Eine Begründung dafür lässt sich darin sehen, dass Abwasseranlagen in Deutschland auf Eckparameter wie den Wasserverbrauch von 130 bis 150 Liter pro Tag und Person dimensioniert und konstruiert worden sind. Diese Werte werden teilweise dramatisch unterschritten: in Sachsen lag der Durchschnittsverbrauch im Jahr 2005 bei nur 88 Liter pro Tag und Person. Das Abwassersystem ist zudem in der Regel auf eine konstante Benutzerzahl ausgelegt. Eine wesentliche Unterschreitung der Eckparameter führt u. a. zu vermehrten Ablagerungen im Kanal und einer Verlängerung der Fließzeit zur Abwasserreinigungsanlage mit vielen negativen Folgen, wie z. B. der Sulfidbildung in Abwasseranlagen. Die Auswirkungen sind veränderte Abwasserparameter, erhöhter Aufwand für die Abwasserreinigung, Geruchsbelästigungen, Biokorrosion und schließlich ein erhöhter Sanierungsbedarf in verkürzten Zeitintervallen. Zur Abhilfe wird schon heute zur Spülung der Abwasserrohre sauberes Trinkwasser verwendet, weil die anfallende Abwassermenge zur Durchspülung des Kanalisationsnetzes zu gering ist.
Weltweit ist die Bekleidungsindustrie für 20 Prozent des Abwassers verantwortlich.

## Inhaltsstoffe
Abwasser besteht etwa zu 99 Prozent aus Wasser und zu 1 Prozent aus Schmutzstoffen. Schmutzstoffe im Abwasser liegen in gelöster und ungelöster Form sowie als organische Verbindungen (Fette, Proteine, Kohlenhydrate) vor. Man unterscheidet folgende Abwasserinhaltsstoffe:
Zehrstoffe
wie etwa Harnsäure, Glukose. Sie sind biologisch abbaubar und führen bei anaeroben Abbauprozessen zu Geruchsbelästigungen. Die durch diese Stoffe ausgelöste Sauerstoffzehrung reduziert den Sauerstoffgehalt im sie umgebenden Gewässer und kann zu Fischsterben führen (Eutrophierung).
Nährstoffe
wie etwa Stickstoff- und Phosphorverbindungen, die zur Eutrophierung insbesondere stehender Gewässer führen und auch für verstärktes Algenwachstum in Meeren verantwortlich sind.
Schadstoffe
wie etwa Gifte, Schwermetalle, synthetische organische Substanzen (wie Mikroplastik, Spurenstoffe etc.), Bakterien, Pilze oder Viren, die zu Erkrankungen führen können.
Störstoffe
wie etwa Salze, Fette, Öle, Tone, Sand
Je nach Zusammensetzung des Abwassers sind unterschiedliche Verfahren zur Abwasserbehandlung erforderlich.

## Abwasserbehandlung

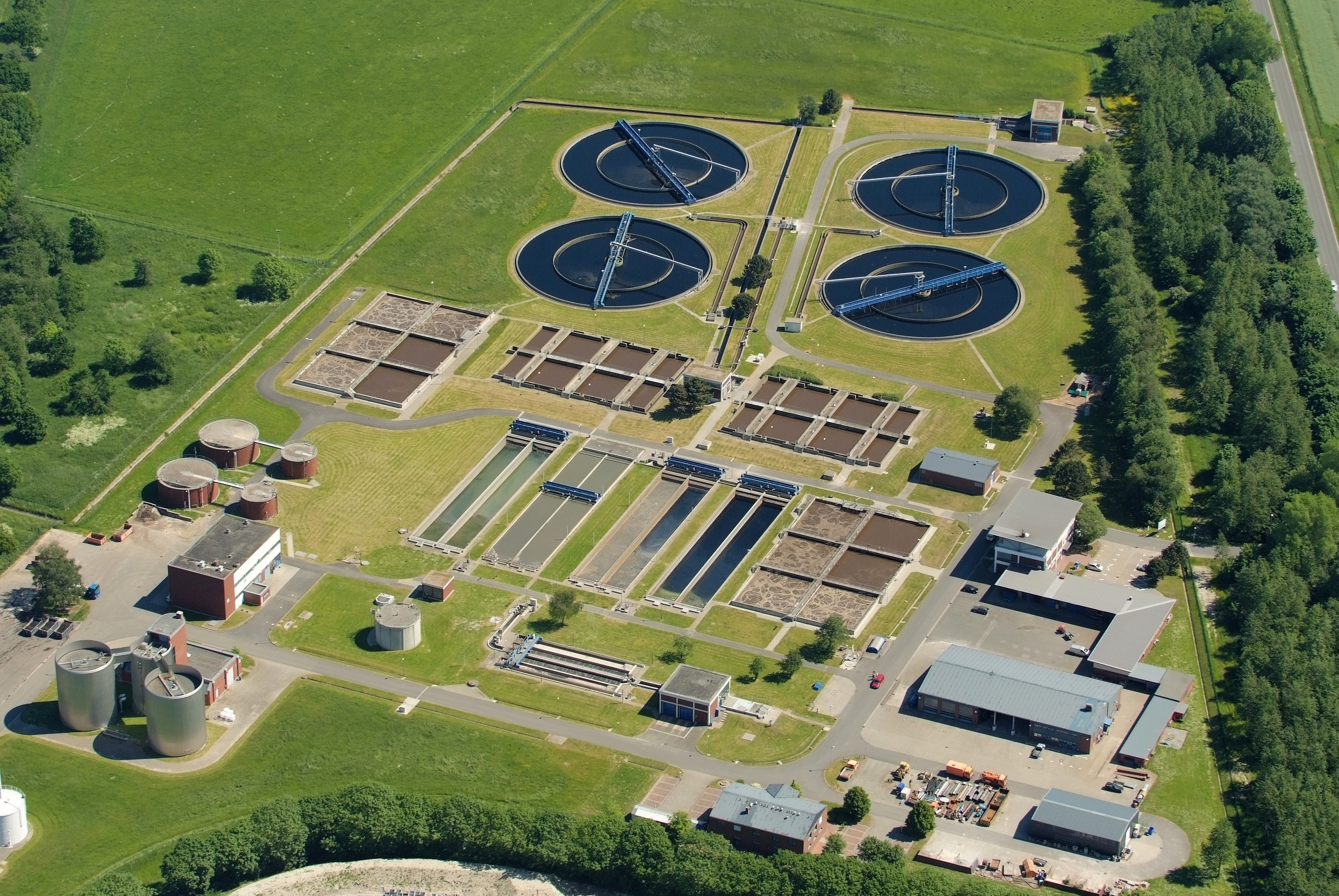
Abwasseraufbereitungsanlage in Wilhelmshaven

Ziel der Abwasserbehandlung ist das Herauslösen der Abwasserinhaltsstoffe aus dem Wasser und eine Wiederherstellung der natürlichen Wasserqualität. Damit wird dem übermäßigen Nährstoffeintrag in Gewässer entgegengewirkt. In Deutschland muss nach § 57 WHG Abwasser vor der Einleitung in ein Gewässer (Direkteinleitung) nach dem Stand der Technik behandelt werden. Mindestanforderungen für bestimmte Industriebranchen werden für Deutschland in der Abwasserverordnung genannt. Die Einleitung in öffentliche Abwasseranlagen (Indirekteinleitung) wird durch § 58 WHG geregelt.